# Bola Tinubu
Bola Ahmed Adekunle Tinubu (Lagos, 29 maart 1952) is een Nigeriaanse accountant en politicus en sinds 29 mei 2023 de president van Nigeria. Eerder was hij onder meer senator voor Lagos West tijdens de korte Derde Republiek (1992–1993) en gouverneur van de staat Lagos (1999–2007).
Tinubu bracht zijn vroege leven door in het zuidwesten van Nigeria en verhuisde later naar de Verenigde Staten, waar hij boekhouding studeerde aan de Chicago State University.Hij keerde begin jaren tachtig terug naar Nigeria en werkte als accountant bij Mobil Nigeria, voordat hij in 1992 de politiek inging als kandidaat voor de senaat van Lagos West onder de vlag van de Sociaal-Democratische Partij. Nadat dictator Sani Abacha in 1993 de Senaat had ontbonden, werd Tinubu een activist die campagne voerde voor de terugkeer van de democratie als onderdeel van de Nationale Democratische Coalitiebeweging. Hoewel hij in 1994 in ballingschap werd gedwongen, keerde Tinubu terug nadat Abacha's dood in 1998 het begin was van de overgang naar de Vierde Republiek.
Bij de eerste gouvernementele verkiezingen in de staat Lagos na de overgang won Tinubu als lid van de Alliantie voor Democratie met ruime meerderheid van Dapo Sarumi van de Democratische Volkspartij en Nosirudeen Kekere-Ekun van de All People's Party. Vier jaar later won hij met een kleinere marge de herverkiezing voor een tweede termijn van Funsho Williams van de PDP. Tinubu's twee termijnen werden gekenmerkt door pogingen om de stad Lagos te moderniseren en zijn vetes met de door de PDP gecontroleerde federale regering. Na het verlaten van zijn ambt in 2007 speelde hij een sleutelrol bij de vorming van het All Progressives Congress in 2013. De lange en controversiële carrière van Tinubu werd geplaagd door beschuldigingen van corruptie en vragen over de juistheid van zijn persoonlijke geschiedenis.

## Levensloop

### Vroege leven en onderwijs
Volgens beëdigde verklaringen werd Tinubu geboren op 29 maart 1952. Zijn moeder, Abibatu Mogaji, was een handelaar die later de Iyaloja van de staat Lagos werd. Hij ging naar de St. John's Primary School, Aroloya, Lagos en Children's Home School in Ibadan. Tinubu ging vervolgens in 1975 naar de Verenigde Staten, waar hij eerst studeerde aan het Richard J. Daley College in Chicago en daarna aan de Chicago State University. Hij studeerde in 1979 af met een Bachelor of Science in Accounting.
Geschillen over zijn leeftijd, opleidingskwalificaties en naam kwamen tijdens zijn politieke carrière naar voren als gevolg van tegenstrijdige documenten en verklaringen van Tinubu zelf. Hoewel er ongefundeerde geruchten zijn dat Tinubu werd geboren met een andere naam in de huidige staat Osun, werd de belangrijkste controverse aangewakkerd door discrepanties in certificaten die Tinubu voorlegde aan de Onafhankelijke Nationale Kiescommissie. Documenten die waren ingediend voordat hij in 1999 kandidaat werd voor het gouverneurschap verklaarden ten onrechte dat Tinubu naar de middelbare school in Government College, Ibadan ging en dat de gegevens van de Chicago State University zijn geboortejaar hadden als 1954, niet als 1952; in reactie daarop beweerde Tinubu dat Tokunbo Afikuyomi - die toen senator was, per ongeluk de inzending van 1999 had vervalst en dat de universiteit gewoon een fout had gemaakt. 
De controverse laaide opnieuw op in 2022 toen documentatie die door Tinubu aan INEC was voorgelegd voor de presidentsverkiezingen, werd vrijgegeven, waaruit bleek dat hij de lagere of middelbare school die hij bezocht niet vermeldde in strijd met eerdere beëdigde formulieren en openbare verklaringen.

### Vroege carrière en banden met drugshandel
Tinubu werkte voor de Amerikaanse bedrijven Arthur Andersen, Deloitte, Haskins, & Sells en GTE Services Corporation. Na zijn terugkeer naar Nigeria in 1983 trad Tinubu toe tot Mobil Oil Nigeria en hij werd later een leidinggevende van het bedrijf.
Tijdens zijn verblijf in de Verenigde Staten stond Tinubu bekend om zijn verdacht hoge inkomen voordat hij door de federale autoriteiten werd onderzocht; uiteindelijk werden zijn tegoeden in 1993 bevroren als gevolg van een rechtszaak waarin werd beweerd dat de Amerikaanse regering "waarschijnlijke reden" had om aan te nemen dat de opbrengsten van heroïnehandel op de Amerikaanse bankrekeningen van Tinubu stonden. Hij trof een schikking met de regering en later dat jaar werd ongeveer $ 460.000 verbeurd verklaard. Uit gerechtelijke documenten en latere rapportage over de zaak bleek dat Tinubu begin jaren negentig als bagman had gediend voor twee heroïnedealers in Chicago.

### Vroege politieke carrière
Zijn politieke carrière begon in 1992, toen hij lid werd van de Sociaal-Democratische Partij, waar hij lid was van de factie van het Volksfront onder leiding van Shehu Musa Yar'Adua en die bestond uit andere politici zoals Umaru Yar'Adua, Atiku Abubakar, Baba Gana Kingibe, Rabiu Kwankwaso, Abdullahi Aliyu Sumaila, Magaji Abdullahi, Dapo Sarumi en Yomi Edu. Hij werd gekozen in de Senaat en vertegenwoordigde het kiesdistrict Lagos West in de kortstondige Nigeriaanse Derde Republiek.
Nadat de resultaten van de presidentsverkiezingen van 12 juni 1993 nietig waren verklaard, werd Tinubu een van de oprichters van de pro-democratische Nationale Democratische Coalitie, een groep die steun mobiliseerde voor het herstel van de democratie en de erkenning van Moshood Abiola als winnaar van de verkiezingen van 12 juni. Na de machtsovername als militair staatshoofd van generaal Sani Abacha ging hij in 1994 in ballingschap en keerde in 1998 terug naar het land na de dood van de militaire dictator, die de overgang naar de Vierde Nigeriaanse Republiek inluidde.
In de aanloop naar de verkiezingen van 1999 was Bola Tinubu een beschermeling van de leiders van de Alliantie voor Democratie (AD), Abraham Adesanya en Ayo Adebanjo. Hij won vervolgens de AD-voorverkiezingen voor de verkiezingen voor het gouverneurschap van de staat Lagos door Funsho Williams en Wahab Dosunmu, een voormalig minister van Werken en Huisvesting, te verslaan. In januari 1999 stelde hij zich kandidaat voor de functie van gouverneur van de staat Lagos en werd hij tot gouverneur gekozen.

### Gouverneur van de staat Lagos
Nadat hij in mei 1999 aantrad, zorgde Tinubu voor meerdere wooneenheden in Lagos voor de armen. Tijdens de achtjarige ambtsperiode deed hij grote investeringen in het onderwijs in de staat en verminderde hij ook het aantal scholen in de staat door veel scholen terug te geven aan de reeds gevestigde voormalige eigenaren. Hij startte ook met de aanleg van nieuwe wegen, die nodig waren om te voldoen aan de behoeften van de snelgroeiende bevolking van de staat.
Tinubu won samen met een nieuwe vice-gouverneur, Femi Pedro, in april 2003 de herverkiezing als gouverneur. Alle andere staten in het zuidwesten vielen bij die verkiezingen in handen van de Democratische Volkspartij (PDP). Hij was verwikkeld in een strijd met de door Olusegun Obasanjo gecontroleerde federale regering over de vraag of de staat Lagos het recht had om nieuwe Local Council Development Areas (LCDA's) te creëren om aan de behoeften van de grote bevolking te voldoen. De controverse leidde ertoe dat de federale overheid beslag legde op fondsen die bedoeld waren voor lokale raden in de staat. 
Tijdens het laatste deel van zijn ambtstermijn was hij verwikkeld in voortdurende botsingen met PDP-kopstukken zoals Adeseye Ogunlewe, een voormalige senator van de staat Lagos die minister van werken was geworden, en Bode George, de zuidwestelijke voorzitter van de PDP.
De betrekkingen tussen Tinubu en vice-gouverneur Femi Pedro werden steeds meer gespannen nadat Pedro had aangekondigd zich kandidaat te willen stellen voor de gouvernementele verkiezingen. Pedro deed mee om de AC-kandidaat voor het gouverneurschap te worden bij de verkiezingen van 2007, maar trok zijn naam in aan de vooravond van de partijnominatie. Hij liep over naar de Labour Party terwijl hij zijn positie als plaatsvervangend gouverneur behield. Tinubu's ambtstermijn als gouverneur van de staat Lagos eindigde op 29 mei 2007, toen zijn opvolger Babatunde Fashola van het Action Congress aantrad.